# Nederlandse kampioenschappen atletiek 1971
In 1971 werden de Nederlandse kampioenschappen atletiek gehouden op 3 en 4 juli op de gloednieuwe rubkorbaan in Drachten. De organisatie lag in handen van A.V. “Impala” in samenwerking met de gemeentelijke sportstichting.
De Nederlandse atletiekkampioenschappen op de 10.000 m voor mannen en de 200 m horden voor mannen werden op 2 oktober gehouden op het Groninger Atletiekcentrum te Groningen.

## Uitslagen

### 100 m
| rang   | atleet        | prestatie |
| ------ | ------------- | --------- |
| Goud   | Eddy Monsels  | 10,5 s    |
| Zilver | Bert de Jager | 10,7 s    |
| Brons  | Ad de Jong    | 10,7 s    |

| rang   | atlete             | prestatie |
| ------ | ------------------ | --------- |
| Goud   | Wilma van den Berg | 11,5 s    |
| Zilver | Cora Hofman        | 11,9 s    |
| Brons  | Trudy Ruth         | 11,9 s    |

### 200 m
| rang   | atleet               | prestatie |
| ------ | -------------------- | --------- |
| Goud   | Ad van Boekel        | 21,3 s    |
| Zilver | Teun de Boer         | 21,4 s    |
| Brons  | Chris van der Meulen | 21,6 s    |

| rang   | atlete             | prestatie |
| ------ | ------------------ | --------- |
| Goud   | Wilma van den Berg | 23,5 s    |
| Zilver | Trudy Ruth         | 24,0 s    |
| Brons  | Cora Hofman        | 24,4 s    |

### 400 m
| rang   | atleet                | prestatie |
| ------ | --------------------- | --------- |
| Goud   | Rijn van den Heuvel   | 47,8 s    |
| Zilver | Louis Franssen        | 48,8 s    |
| Brons  | Toine van de Goolberg | 49,2 s    |

| rang   | atlete             | prestatie |
| ------ | ------------------ | --------- |
| Goud   | Stans Brehm        | 54,1 s    |
| Zilver | Marianne Burggraaf | 54,4 s    |
| Brons  | Corrie Bakker      | 54,8 s    |

### 800 m
| rang   | atleet          | prestatie |
| ------ | --------------- | --------- |
| Goud   | Sjef Hensgens   | 1.48,9    |
| Zilver | Mike Drenth     | 1.49,9    |
| Brons  | Theo Middelkoop | 1.52,3    |

| rang   | atlete                   | prestatie |
| ------ | ------------------------ | --------- |
| Goud   | Joke van der Stelt       | 2.08,4    |
| Zilver | Els Gommers              | 2.09,3    |
| Brons  | Elly van Mechelen-Ernest | 2.10,7    |

### 1500 m
| rang   | atleet         | prestatie |
| ------ | -------------- | --------- |
| Goud   | Bram Wassenaar | 3.45,8    |
| Zilver | Haico Scharn   | 3.46,1    |
| Brons  | Henk Tiebosch  | 3.50,4    |

| rang   | atlete                   | prestatie |
| ------ | ------------------------ | --------- |
| Goud   | Anneke de Lange          | 4.22,9    |
| Zilver | Els Gommers              | 4.25,0    |
| Brons  | Elly van Mechelen-Ernest | 4.25,3    |

### 5000 m
| rang   | atleet          | prestatie |
| ------ | --------------- | --------- |
| Goud   | Egbert Nijstad  | 14.22,7   |
| Zilver | No Op den Oordt | 14.42,1   |
| Brons  | Henk Kalf       | 14.51,3   |

### 10.000 m[1]
| rang   | atleet         | prestatie |
| ------ | -------------- | --------- |
| Goud   | Egbert Nijstad | 30.10,0   |
| Zilver | Henk Kalf      | 30.17,0   |
| Brons  | Gejo Spans     | 30.23,8   |

### 110 m horden/100 m horden
| rang   | atleet             | prestatie |
| ------ | ------------------ | --------- |
| Goud   | Hans van Enkhuizen | 14,3 s    |
| Zilver | Frank Nusse        | 15,0 s    |
| Brons  | Roel Keus          | 15,0 s    |

| rang   | atlete                 | prestatie |
| ------ | ---------------------- | --------- |
| Goud   | Miep van Beek          | 13,7 s    |
| Zilver | Hilly de Lange-Gankema | 14,3 s    |
| Brons  | Mary van der Raadt     | 15,0 s    |

### 200 m horden[1]
| rang   | atleet        | prestatie |
| ------ | ------------- | --------- |
| Goud   | Wim Braaksma  | 24,4 s    |
| Zilver | Hans Waalkens | 25,5 s    |
| Brons  | Harry Dost    | 26,1 s    |

### 400 m horden
| rang   | atleet       | prestatie |
| ------ | ------------ | --------- |
| Goud   | Jan Struijk  | 52,6 s    |
| Zilver | Wim Braaksma | 53,0 s    |
| Brons  | Roel Keus    | 54,2 s    |

### 3000 m steeple
| rang   | atleet         | prestatie |
| ------ | -------------- | --------- |
| Goud   | Egbert Nijstad | 8.49,4    |
| Zilver | Hans Pollman   | 9.13,3    |
| Brons  | Steef Kijne    | 9.22,7    |

### Verspringen
| rang   | atleet         | prestatie |
| ------ | -------------- | --------- |
| Goud   | Ben Saris      | 7,39 m    |
| Zilver | Ad de Jong     | 7,27 m    |
| Brons  | Ron van Wilgen | 7,22 m    |

| rang   | atlete                 | prestatie |
| ------ | ---------------------- | --------- |
| Goud   | Miep van Beek          | 5,86 m    |
| Zilver | Hilly de Lange-Gankema | 5,77 m    |
| Brons  | Ellen Hoogendoorn      | 5,62 m    |

### Hink-stap-springen
| rang   | atleet           | prestatie |
| ------ | ---------------- | --------- |
| Goud   | Kees de Kort     | 14,60 m   |
| Zilver | Max van der Does | 13,98 m   |
| Brons  | Wim Hogenbirk    | 13,73 m   |

### Hoogspringen
| rang   | atleet             | prestatie |
| ------ | ------------------ | --------- |
| Goud   | Rudi Smit          | 2,01 m    |
| Zilver | Ben Lesterhuis     | 1,95 m    |
| Brons  | Jan Willem Boogman | 1,95 m    |

| rang   | atlete                  | prestatie |
| ------ | ----------------------- | --------- |
| Goud   | Mieke van Doorn         | 1,70 m    |
| Zilver | Marjan Ackermans-Thomas | 1,70 m    |
| Brons  | Annemieke Bouma         | 1,70 m    |

### Polsstokhoogspringen
| rang   | atleet          | prestatie |
| ------ | --------------- | --------- |
| Goud   | Bert Krijnen    | 4,51 m    |
| Zilver | Rudie Dellensen | 4,51 m    |
| Brons  | Frank Nusse     | 4,30 m    |

### Kogelstoten
| rang   | atleet         | prestatie |
| ------ | -------------- | --------- |
| Goud   | Cees van Wees  | 15,49 m   |
| Zilver | Henk Borger    | 15,36 m   |
| Brons  | Dick Schrieken | 15,13 m   |

| rang   | atlete           | prestatie |
| ------ | ---------------- | --------- |
| Goud   | Els van Noorduyn | 16,95 m   |
| Zilver | Elna Schalk      | 13,95 m   |
| Brons  | Marga Kortekaas  | 12,90 m   |

### Discuswerpen
| rang   | atleet       | prestatie |
| ------ | ------------ | --------- |
| Goud   | Harry Zitzen | 53,04 m   |
| Zilver | Cees Koch    | 50,90 m   |
| Brons  | Hans Dierick | 47,24 m   |

| rang   | atlete                            | prestatie |
| ------ | --------------------------------- | --------- |
| Goud   | Anneke de Bruin-van Dijk          | 52,06 m   |
| Zilver | Jet van Wageningen-van de Giessen | 46,20 m   |
| Brons  | Ria Stalman                       | 45,74 m   |

### Speerwerpen
| rang   | atleet       | prestatie |
| ------ | ------------ | --------- |
| Goud   | Piet Olofsen | 67,28 m   |
| Zilver | Ab Slaman    | 64,82 m   |
| Brons  | Toon Ebben   | 64,22 m   |

| rang   | atlete      | prestatie |
| ------ | ----------- | --------- |
| Goud   | Carla Luyer | 42,40 m   |
| Zilver | Lida Kuys   | 41,32 m   |
| Brons  | Mary Lodder | 40,68 m   |

### Kogelslingeren
| rang   | atleet         | prestatie |
| ------ | -------------- | --------- |
| Goud   | Wim Schoemaker | 51,50 m   |
| Zilver | Sjef Swinkels  | 48,52 m   |
| Brons  | Eef Kamerbeek  | 47,44 m   |

1904 · 
1908 · 
1909 · 
1910 · 
1911 · 
1912 · 
1913 · 
1914 · 
1915 · 
1917 · 
1918 · 
1919 · 
1920 · 
1921 · 
1922 · 
1923 · 
1924 · 
1925 · 
1926 · 
1927 · 
1928 · 
1929 · 
1930 · 
1931 · 
1932 · 
1933 · 
1934 · 
1935 · 
1936 · 
1937 · 
1938 · 
1939 · 
1940 · 
1941 · 
1942 · 
1943 · 
1944 · 
1946 · 
1947 · 
1948 · 
1949 · 
1950 · 
1951 · 
1952 · 
1953 · 
1954 · 
1955 · 
1956 · 
1957 · 
1958 · 
1959 · 
1960 · 
1961 · 
1962 · 
1963 · 
1964 · 
1965 · 
1966 · 
1967 · 
1968 · 
1969 · 
1970 · 
1971 · 
1972 · 
1973 · 
1974 · 
1975 · 
1976 · 
1977 · 
1978 · 
1979 · 
1980 · 
1981 · 
1982 · 
1983 · 
1984 · 
1985 · 
1986 · 
1987 · 
1988 · 
1989 · 
1990 · 
1991 · 
1992 · 
1993 · 
1994 · 
1995 · 
1996 · 
1997 · 
1998 · 
1999 · 
2000 · 
2001 · 
2002 · 
2003 · 
2004 · 
2005 · 
2006 · 
2007 · 
2008 · 
2009 · 
2010 · 
2011 · 
2012 · 
2013 · 
2014 · 
2015 · 
2016 ·
2017 ·
2018 ·
2019 ·
2020 ·
2021 ·
2022 ·
2023 ·
2024 ·
2025